# Miracle of Sound
Pour les articles homonymes, voir Miracle (homonymie).
Gavin Dunne, plus connu sous le nom de son projet musical, « Miracle of Sound », est un musicien indépendant irlandais connu pour sa musique inspirée de jeux vidéo, de films et de séries télévisées. Bien que sa notoriété ne soit pas très importante dans son pays natal, sa musique est très populaire au sein des communautés de joueurs de jeu vidéo et il est décrit comme étant l'indépendant irlandais rencontrant le plus de succès,,. 
Miracle of Sound est généralement un homme-orchestre, bien qu'il lui arrive de travailler occasionnellement avec d'autres artistes, chanteurs et musiciens, comme sa collaboration de 2011 avec Malukah pour son titre Legends of the Frost. Le genre de ses morceaux varie beaucoup, préférant l'adapter aux thèmes abordés, et inclut : du rock, de la pop, du rock électronique, du hard rock, du heavy metal, du rock alternatif, du dubstep, du jazz et même du doo-wop.

## 2011-2014
Après la séparation de son premier groupe, « Lotus Lullaby », il trouve l'inspiration dans les jeux vidéo auxquels il joue et écrit plusieurs chansons fondées sur ses titres favoris.
L'une d'entre elles, Commander Shepard, tirée du protagoniste de la première trilogie Mass Effect, devient virale en cumulant, en 2016, plus de 2 millions de vues sur YouTube et résulte en un rapide gain de notoriété pour le musicien. Gavin finit par rencontrer l'équipe marketing de BioWare lors de la Gamescom d'août 2011 en Allemagne. À cette occasion, il publie un autre titre, Normandy, fondé sur Mass Effect 2. Les doubleurs originaux du Commandant Shepard (Mark Meer pour la version masculine et Jennifer Hale pour la version féminine) mettent tous les deux en scène des lectures dramatisées d'un extrait de la chanson Commander Shepard, avant le lancement de Mass Effect 3, à des fins publicitaires,. En conséquence, BioWare transmet à Gavin des extraits du jeu, en accès anticipé, pour la réalisation d'un clip vidéo accompagnant une future chanson fondée sur Mass Effect 3. De cette façon, la publication de Take it Back peut ainsi coïncider avec la sortie du jeu en 2012.
La même année sort Wigglesticks. Fondée sur Resident Evil 6, cette chanson parodique est l'occasion pour Gavin de critiquer les QTE.
Son titre tiré du RPG indépendant Wasteland 2, Cries of a Dead World, est utilisé pour le générique de fin du jeu.
De 2011 à 2014, Gavin publie de nouveaux clips vidéo toutes les deux ou quatre semaines sur The Escapist.

## Depuis 2015
En 2015, Gavin rejoint le critique vidéoludique Jim Sterling et la journaliste Laura Kate Dale (Laura K Buzz sur les réseaux sociaux) pour un podcast hebdomadaire : Podquisition.
Son septième album, Metal Up, est une compilation de heavy metal dont plusieurs titres sont fondés sur le folklore irlandais. Il occupe la première place du top iTunes Métal pendant deux jours après sa publication début 2015.
Going Nuclear, un titre de style doo-wop tiré du jeu Fallout 4, alors en préparation, reçoit les éloges de la presse vidéoludique,.
À l'occasion de la réussite de la campagne Kickstarter initiée par inXile pour leur jeu The Bard's Tale IV, Gavin publie une parodie de la chanson Money for Nothing du groupe Dire Straits. Intitulé I Want My RPG, le titre critique les jeux free to play, les microtransactions et les contenus téléchargeables. La chanson exprime également l'envie d'un retour à davantage de RPG dits à l'ancienne[source secondaire souhaitée].
Les bonnes performances de ses compositions se poursuivent tout au long de l'année 2015, avec 2 à 3 millions de vues mensuelles sur YouTube pour un total cumulé de plus de 90 millions. La majorité de ses revenus sont générés par ses ventes d'albums et de singles sur Bandcamp et iTunes ainsi que la monétisation de ses vidéos sur YouTube,.
Depuis 2016, ses nouveaux albums Level 7 (2016), Level 8 (2017) et Level 9 (2018) ont confirmé le succès de la chaîne[source secondaire souhaitée] qui dépasse désormais les 200 millions de vues cumulées[source secondaire souhaitée]. 
En 2017, en collaboration avec le compositeur Marcin Przybyłowicz, il compose Keepers, le thème officiel du jeu vidéo Seven: The Days Long Gone. 
Par ailleurs, Gavin diversifie ses sources d'inspiration, s'intéressant notamment à l'univers de Game of Thrones (notamment When the Wolves Cry Out et No one , consacrées respectivement à Jon et Arya Stark), mais aussi sortant de l'univers des jeux vidéo et de la fantasy pour écrire des chansons plus classiques à l'instar d'Amnesia). Il développe également un certain nombre de collaborations régulières avec d'autres figures montantes de la musique sur YouTube, notamment Sharm, Karliene, ainsi que le groupe Aviators pour lequel il écrivit quelques chansons (notamment Let There Be Fire).[source secondaire souhaitée]

## Discographie
- 2011 — Level 1

| 1.      | The New Black Gold                      | 04:51 |
| 2.      | Sovngarde Song                          | 05:34 |
| 3.      | Commander Shepard                       | 03:28 |
| 4.      | Big Ten                                 | 02:46 |
| 5.      | Sweet L.A.                              | 04:04 |
| 6.      | Wheatley's Song                         | 03:35 |
| 7.      | Redemption Blues                        | 04:06 |
| 8.      | Age of the Dragon                       | 03:57 |
| 9.      | Little Sister                           | 04:43 |
| 10.     | Mining All Day Long                     | 03:09 |
| 11.     | The Mind of the Bat                     | 03:48 |
| 12.     | Normandy                                | 05:00 |
| 13.     | The Dead Don't Shuffle (They Run)       | 03:58 |
| 14.     | Wasteland Soul                          | 04:30 |
| 15.     | Brothers of the Creed                   | 04:11 |
| 16.     | Beauty Bleak                            | 04:00 |
| 17.     | I Suck at Call of Duty                  | 03:34 |
| 18.     | Necromorph Soup                         | 02:40 |
| 19.     | Gordon Freeman Saved My Life            | 03:39 |
| 20.     | She Gonna Teach Ya (How to Rock N Roll) | 03:19 |
| 21.     | Santiago's Lament                       | 03:49 |
| 22.     | Zombie Holiday                          | 03:10 |
| 23.     | Goodbye Black Ops                       | 03:18 |
| 24.     | Duke, You Used to Be Cool               | 04:37 |
| 25.     | Fire in Your Hole                       | 03:31 |
| 26.     | Comin' For Your Tank                    | 03:31 |
| 27.     | Thunder's Theme – Full Version          | 02:13 |
| 28.     | The Grind                               | 03:23 |
| 29.     | Mortal Kombat Party                     | 03:23 |
| 30.     | Second Chance Song                      | 03:41 |
| 31.     | Trip to Vegas                           | 02:36 |
| 32.     | The Ballad of Clay Carmine              | 04:29 |
| 33.     | Thunder Mountain                        | 01:47 |
| 2:02:20 |                                         |       |

- 2012 — Level 2

| 1.      | Take It Back – Extended Cut      | 04:28 |
| 2.      | Nord Mead                        | 03:10 |
| 3.      | Joker's Song                     | 03:34 |
| 4.      | Shadows in the Moonlight         | 04:00 |
| 5.      | Shooter Guy                      | 04:27 |
| 6.      | Legends of the Frost ft. Malukah | 02:45 |
| 7.      | Life in Bullet Time              | 04:40 |
| 8.      | Crucible                         | 03:33 |
| 9.      | Silver and Steel                 | 03:05 |
| 10.     | DNA                              | 03:38 |
| 11.     | Keep Drifting                    | 04:11 |
| 12.     | Give Them Hell                   | 02:21 |
| 13.     | You Died                         | 03:03 |
| 14.     | Kalros                           | 03:32 |
| 15.     | Khajiit Like to Sneak            | 03:16 |
| 16.     | Binary Divide                    | 04:20 |
| 17.     | Survivorcraft Theme              | 01:06 |
| 18.     | Back in Time                     | 03:07 |
| 1:02:16 |                                  |       |

- 2013 — Level 3

| 1.      | City of Night             | 04:01 |
| 2.      | Breaking Down the Borders | 02:47 |
| 3.      | Rise                      | 03:48 |
| 4.      | Dream of the Sky          | 06:25 |
| 5.      | Reclaimer                 | 03:43 |
| 6.      | Halfman's Song            | 03:16 |
| 7.      | Calamity                  | 04:01 |
| 8.      | The Savage Side of Me     | 03:52 |
| 9.      | The Best I Can            | 04:08 |
| 10.     | Distant Honor             | 03:54 |
| 11.     | Motor Girl                | 02:36 |
| 12.     | His Father's Son          | 03:27 |
| 13.     | Wigglesticks              | 00:44 |
| 14.     | The Call of Duty Circus   | 03:07 |
| 15.     | Blood of the Creed        | 02:01 |
| 16.     | The Spy Who Survived      | 03:36 |
| 17.     | Doorfighter               | 01:03 |
| 18.     | Hell in the Headspace     | 03:33 |
| 19.     | Roll Out                  | 03:58 |
| 20.     | Hengsha                   | 02:43 |
| 1:06:43 |                           |       |

- 2013 — Level 4

| 1.      | The Crush               | 03:46 |
| 2.      | Beneath the Black Flag  | 02:40 |
| 3.      | The Call                | 04:17 |
| 4.      | Forever Blue            | 04:13 |
| 5.      | Higher Tonight          | 03:23 |
| 6.      | Kickback                | 03:53 |
| 7.      | Digital Shadow          | 03:49 |
| 8.      | The Day the World Died  | 03:51 |
| 9.      | Drive                   | 03:23 |
| 10.     | Rampage                 | 02:47 |
| 11.     | Hard Cash               | 04:11 |
| 12.     | Cries of a Dead World   | 02:39 |
| 13.     | My Iron Skin            | 03:21 |
| 14.     | The Best of Us          | 06:09 |
| 15.     | Hammers in My Head      | 03:16 |
| 16.     | Nameless                | 03:00 |
| 17.     | Niko It's Your Cousin   | 03:19 |
| 18.     | Co-Optional             | 01:34 |
| 19.     | The New Black Gold 2013 | 04:39 |
| 1:08:10 |                         |       |

- 2014 — Level 5

| 1.      | Welcome Home                                        | 03:57 |
| 2.      | Wake the White Wolf                                 | 03:46 |
| 3.      | Amnesia                                             | 05:11 |
| 4.      | My Revolution                                       | 04:15 |
| 5.      | All as One                                          | 05:18 |
| 6.      | A Dog's Life                                        | 03:58 |
| 7.      | Cataclysm                                           | 04:57 |
| 8.      | Messing with the Best                               | 03:28 |
| 9.      | Perseverance                                        | 02:58 |
| 10.     | Uncivil War                                         | 01:40 |
| 11.     | Dream of Goodbye                                    | 05:21 |
| 12.     | Every Time You Look Around                          | 04:08 |
| 13.     | Shadow of the Ash (Hard Vox)                        | 04:08 |
| 14.     | Fires Far                                           | 05:03 |
| 15.     | Jet Black Dress                                     | 03:41 |
| 16.     | Breathe                                             | 03:01 |
| 17.     | Into the Mind                                       | 04:31 |
| 18.     | Fistful of Concrete                                 | 04:01 |
| 19.     | Call of Home                                        | 05:32 |
| 20.     | Resistance                                          | 04:53 |
| 21.     | When Winter Comes                                   | 04:12 |
| 22.     | Machine                                             | 02:22 |
| 23.     | Man and Machine                                     | 04:01 |
| 24.     | The Strut                                           | 02:55 |
| 25.     | Ploughing a Troll                                   | 02:10 |
| 26.     | Voice of a New Age                                  | 02:44 |
| 27.     | Cries of a Dead World (Wasteland 2 Credits version) | 02:51 |
| 28.     | Digital Shadow                                      | 03:49 |
| 29.     | Shadow of the Ash (Soft Vox)                        | 04:06 |
| 30.     | Wake the White Wolf (Metal Version)                 | 03:46 |
| 1:56:13 |                                                     |       |

- 2014 — Vistas

| 1.    | 38th Street                     | 02:48 |
| 2.    | 4am                             | 02:40 |
| 3.    | Hitoshio                        | 02:16 |
| 4.    | Electric Sky                    | 01:54 |
| 5.    | Manhattan Midnight              | 02:29 |
| 6.    | Cosmic Slum                     | 02:48 |
| 7.    | Gougane Barra                   | 02:07 |
| 8.    | Downtime                        | 02:34 |
| 9.    | Kakolukia                       | 02:59 |
| 10.   | Lover Stone                     | 02:33 |
| 11.   | Sunny Day Part 1                | 01:58 |
| 12.   | Sunny Day Part 2                | 01:57 |
| 13.   | Nimbus                          | 01:55 |
| 14.   | Ocean Hotel                     | 03:26 |
| 15.   | The Call (Instrumental Version) | 04:17 |
| 38:41 |                                 |       |

- 2015 — Metal Up

| 1.    | Sirona                          | 05:39 |
| 2.    | I Am Alive ft. 331Erock         | 04:18 |
| 3.    | Next Empty Page                 | 03.41 |
| 4.    | Convalescence                   | 05:25 |
| 5.    | Celebrate and Rejoice           | 04:18 |
| 6.    | Compulsion                      | 04:53 |
| 7.    | Gráinne Mhaol, Queen of Pirates | 03:05 |
| 8.    | Get Your Metal On               | 02:37 |
| 9.    | Spin the Venn Wheels            | 05:54 |
| 10.   | Into the Nothing                | 03:48 |
| 11.   | Mother Earth                    | 11:44 |
| 55:17 |                                 |       |

- 2015 — Level 6

| 1.    | Don't Say a Word | 03:38 |
| 2.    | London Town      | 03:58 |
| 3.    | Lady of Worlds   | 04:52 |
| 4.    | Road Rage        | 03:49 |
| 5.    | Stay by My Side  | 03:55 |
| 6.    | Going Nuclear    | 01:59 |
| 7.    | Friends          | 03:48 |
| 8.    | I Am the Night   | 03:38 |
| 9.    | Evacuate         | 03:49 |
| 10.   | My Shooting Star | 04:16 |
| 11.   | Paleblood Moon   | 04:30 |
| 12.   | Friends to Foes  | 04:54 |
| 13.   | Metasonic        | 04:31 |
| 14.   | I Am Pudge       | 02:54 |
| 15.   | Hard Cash 2015   | 04:11 |
| 58:42 |                  |       |

- 2016 — Level 7

| 1.      | The Natural Heart            | 03:56 |
| 2.      | The Path                     | 04:01 |
| 3.      | Get The Gang Back            | 03:15 |
| 4.      | The Man Who Rocked The World | 04:27 |
| 5.      | Skellige Winds               | 02:29 |
| 6.      | Hell to Pay                  | 03:17 |
| 7.      | Pawns of War                 | 02:36 |
| 8.      | Fires Fade                   | 05:58 |
| 9.      | Clockworks                   | 04:22 |
| 10.     | Some Things Never Change     | 05:10 |
| 11.     | Edge of the World            | 04:21 |
| 12.     | The Lucky Ones               | 03:59 |
| 13.     | Mother of Flame              | 03:59 |
| 14.     | Jet Fuel Heart               | 03:01 |
| 15.     | Forever Flame                | 04:11 |
| 16.     | Kana                         | 03:01 |
| 17.     | Numbers                      | 02:55 |
| 18.     | Ditto                        | 04:48 |
| 19.     | Here We Go Again             | 03:34 |
| 20.     | Sovngarde Song 2016          | 05:58 |
| 21.     | Fires Fade (Male Version)    | 05:54 |
| 1:25:12 |                              |       |

- 2017 — Level 8

| 1.      | The Great Unknown                    | 05:09 |
| 2.      | Keepers (feat. Marcin Przybyłowicz)  | 03:20 |
| 3.      | The Moment (feat. Karliene)          | 03:53 |
| 4.      | Upside Down                          | 04:10 |
| 5.      | When The Wolves Cry Out              | 04:17 |
| 6.      | Into The Wild                        | 03:55 |
| 7.      | Force of Nature (feat. Sarah Murray) | 04:05 |
| 8.      | Replica                              | 04:19 |
| 9.      | Hallowed Land                        | 03:29 |
| 10.     | No One (feat. Karliene)              | 03:27 |
| 11.     | Welcome to the Family                | 02:54 |
| 12.     | Break of Dawn                        | 03:53 |
| 13.     | We Are War                           | 03:39 |
| 14.     | Revolution Spark                     | 03:52 |
| 15.     | Another Round of Gwent               | 01:19 |
| 16.     | Mother Earth 2017                    | 11:43 |
| 1:07:24 |                                      |       |

- 2018 — Level 9

| 1.      | My Odyssey                 | 04:11 |
| 2.      | When I Swing By            | 03:12 |
| 3.      | Ode To Fury                | 03:37 |
| 4.      | Ascension                  | 07:02 |
| 5.      | Setting Sun                | 04:34 |
| 6.      | Deep Blue                  | 04:00 |
| 7.      | The Death of Rock 'N' Roll | 04:53 |
| 8.      | Starting Over              | 02:41 |
| 9.      | Savior's Seed              | 02:59 |
| 10.     | Machine Hearts             | 05:41 |
| 11.     | A Father's Arms            | 05:25 |
| 12.     | Embers Rise                | 05:09 |
| 13.     | Dream Again                | 04:44 |
| 14.     | Giants Fall                | 03:24 |
| 15.     | Place In Nature            | 03:03 |
| 16.     | London's Bloody Cry        | 02:32 |
| 17.     | Redemption Blues 2018      | 04:25 |
| 1:11:32 |                            |       |

- 2019 — Level 10

| 1.    | City Of Dreams                 | 04:15 |
| 2.    | Neon Red                       | 04:02 |
| 3.    | Rebirth                        | 05:09 |
| 4.    | Only Us (ft. Karliene)         | 04:23 |
| 5.    | Show Your Style                | 04:10 |
| 6.    | A Thousand Eyes (ft. Aviators) | 05:04 |
| 7.    | Payday                         | 04:26 |
| 8.    | Never Alone                    | 04:17 |
| 9.    | Back To The Start              | 03:29 |
| 10.   | Open Air                       | 05:59 |
| 11.   | Mojave Song                    | 08:18 |
| 12.   | Neon Red (Instrumental Remix)  | 03:39 |
| 57:11 |                                |       |

- 2020 — Level 11

| 1.    | Beyond These Walls                | 04:17 |
| 2.    | Valhalla Calling                  | 03:48 |
| 3.    | When Honor Dies                   | 06:01 |
| 4.    | City of Nights 2020               | 04:01 |
| 5.    | Lilac and Violet (feat. Karliene) | 04:41 |
| 6.    | Big Guts ans Bigger Guns          | 03:58 |
| 7.    | Liquid Nights and Disco Lights    | 04:34 |
| 8.    | Through Life and Loss             | 05:51 |
| 9.    | When Forever Comes                |       |
| 10.   | Rest Your Head                    |       |
| 11.   | The Tale of Cú Chulainn           |       |
| 12.   | A Long Year                       |       |
| 42:09 |                                   |       |